# Шандра Воронова
Шандра Воронова (лат. Marrubium woronovii) — многолетнее растение, вид рода Шандра (Marrubium) семейства Яснотковые (Lamiaceae).

## Распространение и экология
Встречается на юго-западе Закавказья.
Растёт в кустарниках, в среднем поясе гор.

## Ботаническое описание
Растение высотой 20—40 см.
Стеблей несколько, приподнимающиеся, красноватые.
Нижние листья полуокруглые, в верхней части округло-городчатые. Прицветные листья продолговатые, на верхушке округлённые, к основанию суженные.
Чашечка с десятью прямыми шиловидными зубцами; венчик пурпурный.

## Классификация
Вид Шандра Воронова входит в род Шандра (Marrubium) подсемейства Яснотковые (Nepetoideae) семейства Яснотковые (Lamiaceae) порядка Ясноткоцветные (Lamiales).
|  |                                      |  |                                                             |                                                             |                      |  | ещё 21 семейство (согласно Системе APG II) | ещё 21 семейство (согласно Системе APG II)  |                                             |  |  |  | ещё более 50 родов | ещё более 50 родов  |  |  |
|  |                                      |  |                                                             |                                                             |                      |  | ещё 21 семейство (согласно Системе APG II) | ещё 21 семейство (согласно Системе APG II)  |                                             |  |  |  | ещё более 50 родов | ещё более 50 родов  |  |  |
|  |                                      |  |                                                             | порядок Ясноткоцветные                                      |                      |  |                                            |                                             | подсемейство Яснотковые                     |  |  |  |                    | вид Шандра Воронова |  |  |
|  |                                      |  |                                                             | порядок Ясноткоцветные                                      |                      |  |                                            |                                             | подсемейство Яснотковые                     |  |  |  |                    | вид Шандра Воронова |  |  |
|  | отдел Цветковые, или Покрытосеменные |  |                                                             |                                                             | семейство Яснотковые |  |                                            |                                             | род Шандра                                  |  |  |  |                    |                     |  |  |
|  | отдел Цветковые, или Покрытосеменные |  |                                                             |                                                             |                      |  |                                            |                                             |                                             |  |  |  |                    |                     |  |  |
|  |                                      |  | ещё 44 порядка цветковых растений (согласно Системе APG II) | ещё 44 порядка цветковых растений (согласно Системе APG II) |                      |  |                                            | ещё 7 подсемейств (согласно Системе APG II) | ещё 7 подсемейств (согласно Системе APG II) |  |  |  | ещё около 40 видов |                     |  |  |
|  |                                      |  |                                                             | ещё 44 порядка цветковых растений (согласно Системе APG II) |                      |  |                                            |                                             | ещё 7 подсемейств (согласно Системе APG II) |  |  |  |                    |                     |  |  |